# Henry Thomas Duffy
Henry Thomas Duffy, né le 29 mai 1852 à L'Avenir et mort le 3 juillet 1903 à Québec, est un avocat et homme politique québécois. Il est bâtonnier du Québec de 1901 à 1902.